# Єрмаково (Гірськомарійський район)
Єрмако́во (рос. Ермаково, марій. Ермаксер) — присілок у складі Гірськомарійського району Марій Ел, Росія. Входить до складу Виловатовського сільського поселення.

## Населення
Населення — 28 осіб (2010; 35 у 2002).
Національний склад (станом на 2002 рік):
- гірські марійці — 100 %